# Madiniella christinae
Madiniella christinae is een keversoort uit de familie bladsprietkevers (Scarabaeidae). De wetenschappelijke naam van de soort is voor het eerst geldig gepubliceerd in 1976 door Chalumeau & Gruner.